# Sân vận động Đô thị Mérida
Sân vận động Olimpico Metropolitano de Mérida (tiếng Tây Ban Nha: Estadio Olimpico Metropolitano de Mérida) hoặc Sân vận động Metropolitano là một sân vận động bóng đá nằm ở thành phố Mérida của Venezuela.
Sân được xây dựng để trở thành một trong những địa điểm của Cúp bóng đá Nam Mỹ 2007 và sân cũng sẽ là một trong những địa điểm tổ chức Đại hội Thể thao Quốc gia của Venezuela Andes 2005. Sân vận động là một phần của khu liên hợp thể thao lớn, được gọi là Cinco Águilas Blancas nằm ở phía nam của thành phố, trong một khu được gọi là Urbanizacion Hacienda.

## Lịch sử
Việc xây dựng sân bắt đầu vào năm 2005 khi người ta quyết định rằng Mérida sẽ trở thành một địa điểm dự bị cho Đại hội thể thao quốc gia Venezuela trong cùng năm đó và cho Cúp bóng đá Nam Mỹ 2007. 165 ngày sau khi bắt đầu xây dựng, sân vận động đã được khai trương ngay lập tức vào ngày 7 tháng 12 năm 2005 để khai mạc Đại hội Thể thao Quốc gia với chỉ một khu vực chỗ ngồi được xây dựng, trong số 4 và 2 khu vực chỗ ngồi phụ, mang lại sức chứa cho sự kiện là 16.000 người.
Sau khi Đại hội Thể thao Quốc gia kết thúc, sân vận động tạm thời đóng cửa để kiểm tra, sau đó, sau khi xây dựng một phần lớn của sân vận động trong thời gian ngắn, chính quyền Mérida đã trao 30.000.000 bolivar cho các nhà thầu của sân vận động. Chính phủ bắt đầu vào tháng 1 năm 2006 một cuộc kiểm toán để xác định chi phí của sân vận động để chính phủ xác định rằng chi phí ban đầu (150.000.000 bolivar) là không đủ và nó phải được tăng lên 230.000.000 bolivar (107.274.982 USD) để hoàn thành sân vận động và được tổ chức Cúp bóng đá Nam Mỹ 2007.

## Miêu tả
Đây là sân vận động lớn thứ tư ở Venezuela sau Sân vận động tượng đài Maturín (52.000 người), José Pachencho Romero ở Maracaibo (46.000 người) và Polideportivo Cachamay ở Puerto Ordaz (42.500 người) với sức chứa 42.200 người, được phân bổ trên 4 khán đài 50.000 m².

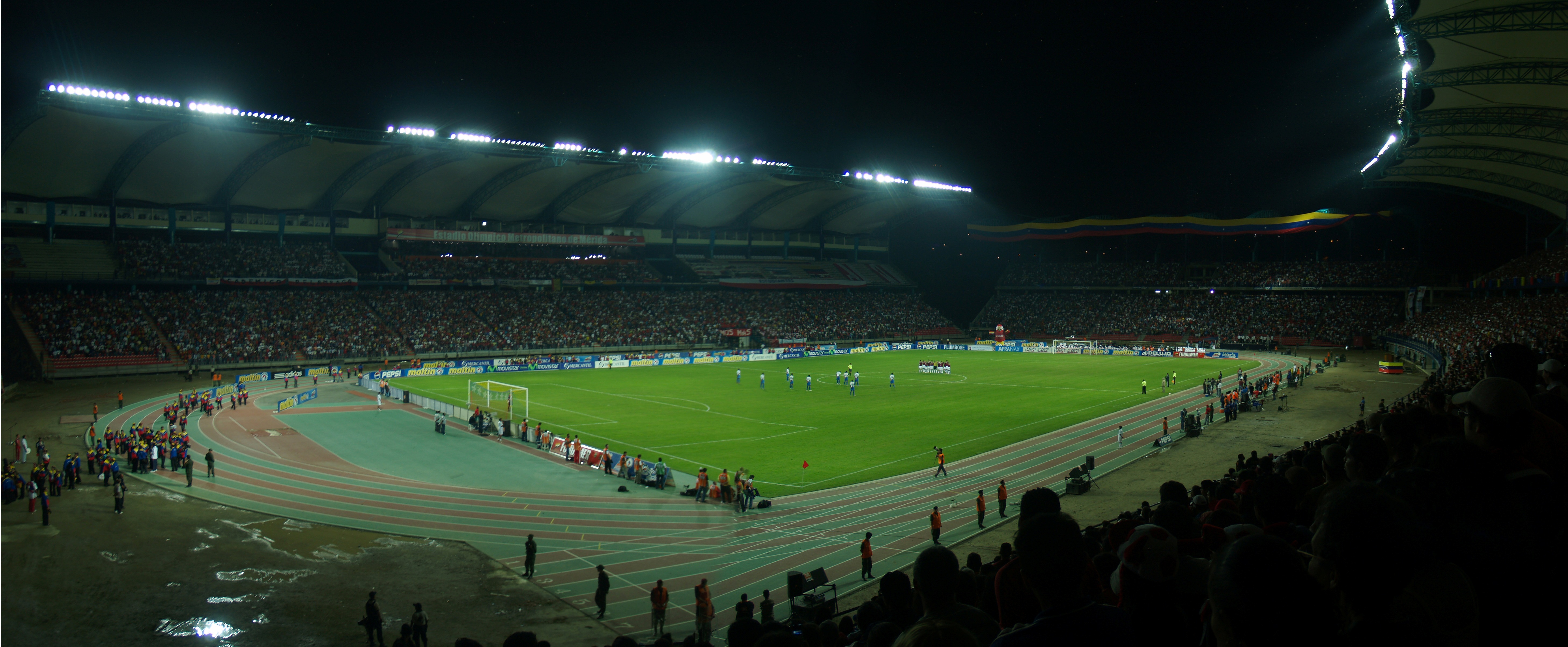
Bên trong sân vận động.

## Cúp bóng đá Nam Mỹ 2007
Sân vận động là một trong những địa điểm tổ chức Cúp bóng đá Nam Mỹ 2007, tổ chức ba trận đấu bảng A của giải đấu nói trên.
| Ngày                | Thời gian (EDT) | Đội #1    | Kết quả | Đội #2  | Vòng   |
| ------------------- | --------------- | --------- | ------- | ------- | ------ |
| 26 tháng 6 năm 2007 | 18:00           | Uruguay   | 0–3     | Perú    | Bảng A |
| 3 tháng 7 năm 2007  | 18:30           | Perú      | 2–2     | Bolivia | Bảng A |
| 3 tháng 7 năm 2007  | 20:45           | Venezuela | 0–0     | Uruguay | Bảng A |